# Bishop Rock
Bishop Rock är en ö i Storbritannien.   Den ligger i Scillyöarna och riksdelen England, i den södra delen av landet, 500 km väster om huvudstaden London.